# Liu Ying (kolarka)
Liu Ying (chiń. 刘颖; ur. 23 listopada 1984 w prowincji Jiangsu) – chińska kolarka górska, dwukrotna medalistka mistrzostw świata U-23.

## Kariera
Pierwszy sukces w karierze Liu Ying osiągnęła w 2006 roku, kiedy zdobyła srebrny medal w cross-country w kategorii U-23 podczas mistrzostw świata w Rotorua. W zawodach tych wyprzedziła ją jedynie jej rodaczka Ren Chengyuan. W tej samej kategorii wiekowej wywalczyła złoty medal na rozgrywanych rok później mistrzostwach świata w Fort William, bezpośrednio wyprzedzając Ren Chengyuan i Elisabeth Osl z Austrii. W 2008 roku wystąpiła na igrzyskach olimpijskich w Pekinie, gdzie rywalizację w cross-country ukończyła na dwunastej pozycji.